# Ereck Flowers
Pour les articles homonymes, voir Flowers.
(en) Statistiques sur pro-football-reference
Ereck Flowers, né le 25 avril 1994 à Miami, est un joueur professionnel américain de football américain actuellement agent libre.
Offensive tackle, il est sélectionné à la 9e place de la draft 2015 de la NFL par les Giants de New York. Il joue ensuite pour les Jaguars de Jacksonville, les Redskins de Washington et les Dolphins de Miami. Chez les Redskins, il est converti à la position d'offensive guard.
Il a joué au niveau universitaire chez les Hurricanes de Miami dans la NCAA Division I FBS.

## Biographie

### Jeunesse
Natif de Miami, Flowers intègre initialement le Lycée Dr Michael M Krop situé à Ives Estates, où il pratique le basket-ball à un bon niveau, ne s’intéressant au football américain que lors de son année junior. Il change de lycée lors de son année senior et rejoint la Miami Norland Senior High School à Miami Gardens toujours en Floride.  Il y remporte le championnat de la division 5A de la FHSAA (Florida High School Athletic Association).
Flowers est classé comme une recrue 4 étoiles par Rivals.com et comme le 20e meilleur offensive tackle de sa classe. ESPN le classe comme recrue 3 étoiles et le classe 57e de sa catégorie. Il choisit d'intégrer l'Université de Miami, refusant les offres de Purdue, Florida State ou encore Central Florida.

### Carrière universitaire
Comme true freshman à l'Université de Miami en 2012, Flowers participe aux 12 matchs de la saison, dont 4 matchs comme titulaire, au poste de tackle droit avec les Hurricanes de Miami, qui évoluent en ACC,.
Comme sophomore en 2013, il débute les 12 matchs au poste de tackle gauche. En 2014, il continue au poste de tackle gauche.
Le 29 décembre 2014, Flowers annonce qu'il ne jouera pas une quatrième saison en NCAA puisqu'il se présentera à la draft 2015 de la NFL.

### Carrière professionnelle
Le 30 avril 2015, Flowers est sélectionné en 9e choix global par les Giants de New York lors du premier tour de la draft de la National Football League (NFL). Il est le lineman offensif des Hurricanes à être choisi aussi tôt lors de la draft depuis Bryant McKinnie en 2002.
| Taille | Poids  | Bras  | Main    | Sprint   | Sprint   | Sprint   | Shuttle 20 yards | 3 cones drill | Détente   | Détente     | Développé couché | Test Wonderlic |
| Taille | Poids  | Bras  | Main    | 40 yards | 10 yards | 20 yards | Shuttle 20 yards | 3 cones drill | verticale | horizontale | Développé couché | Test Wonderlic |
| 1.98 m | 149 kg | 87 cm | 0,25 cm | 5,31 s   | 1,78 s   | 3,13 s   | -                | -             | 68,5 cm   | 2,56 m      | 37 reps          | -              |

Le 18 juin 2015, Flowers signe un contrat de 4 ans pour un montant de 14,3 millions de dollars avec les Giants. Il est désigné titulaire au poste de tackle gauche lors du premier match de saison régulière. Il joue 15 matchs lors de son année comme débutant.
Après avoir porté lors de sa première année le numéro 76, il décide de reporter le numéro 74 qu'il avait à l'université, ce numéro ayant été libéré à la suite de la retraite de son coéquipier Geoff Schwartz (en).
En 2018, Schwartz, devenu analyste NFL et ayant également évolué comme lineman offensif, accuse Flowers de ne pas jouer pour l'équipe, déclarant qu'il rate de nombreux blocs et qu'il n'a pas assez de technique,.
Le 2 mai 2018, les Giants n'activent pas l'option de cinquième année du contrat de Flowers, qui le rendra dès lors agent libre en 2019.
Il est déplacé au poste de tackle droit après que les Giants aient engagé le vétéran Nate Solder pour le poste de tackle gauche. Le 23 septembre 2018, Flowers ne performant pas à ce poste, les Giants le place sur le banc et le remplace par Chad Wheeler (en). Le 8 octobre 2018, la franchise déclare qu'elle est prête à libérer Flowers si un échange ne peut être réalisé avec une autre équipe. Le lendemain, Flowers est officiellement libéré par les Giants.
Le 12 octobre 2018, les Jaguars de Jacksonville, après la blessure de leur joueur Josh Wells (en), offrent un contrat d'un an à Flowers. Il est nommé titulaire au poste de tackle gauche en 11e semaine et joue à cette position pour le reste de la saison.
Le 18 mars 2019, Flowers signe un contrat d'un an avec les Redskins de Washington d'un montant de 4 millions de dollars. Durant le camp d'entraînement, l'équipe le convertit à la position d'offensive guard. Il commence tous les matchs de la saison en tant que guard gauche.
Ayant réussi sa transition sous sa nouvelle position, il rejoint les Dolphins de Miami le 16 mars 2020 pour un contrat d'un montant de 30 millions de dollars sur 3 années.
En avril 2021, il retourne avec l'équipe de Washington dans un échange de sélections de septième tour en vue de la draft 2021 de la NFL.
Il est libéré le 16 mars 2022 par l'équipe de Washington et devient agent libre.